# Cuor di selvaggio
Cuor di selvaggio (The Savage) è un film muto del 1917 diretto da Rupert Julian che ha come interpreti Ruth Clifford, Colleen Moore (qui al suo debutto sullo schermo), Monroe Salisbury, Allan Sears, W.H. Bainbridge, Arthur Tavares, George Franklin e Duke R. Lee. Prodotto e distribuito dalla Bluebird Photoplays, il film viene citato nel documentario The Silent Feminists: America's First Women Directors del 1993.

## Trama

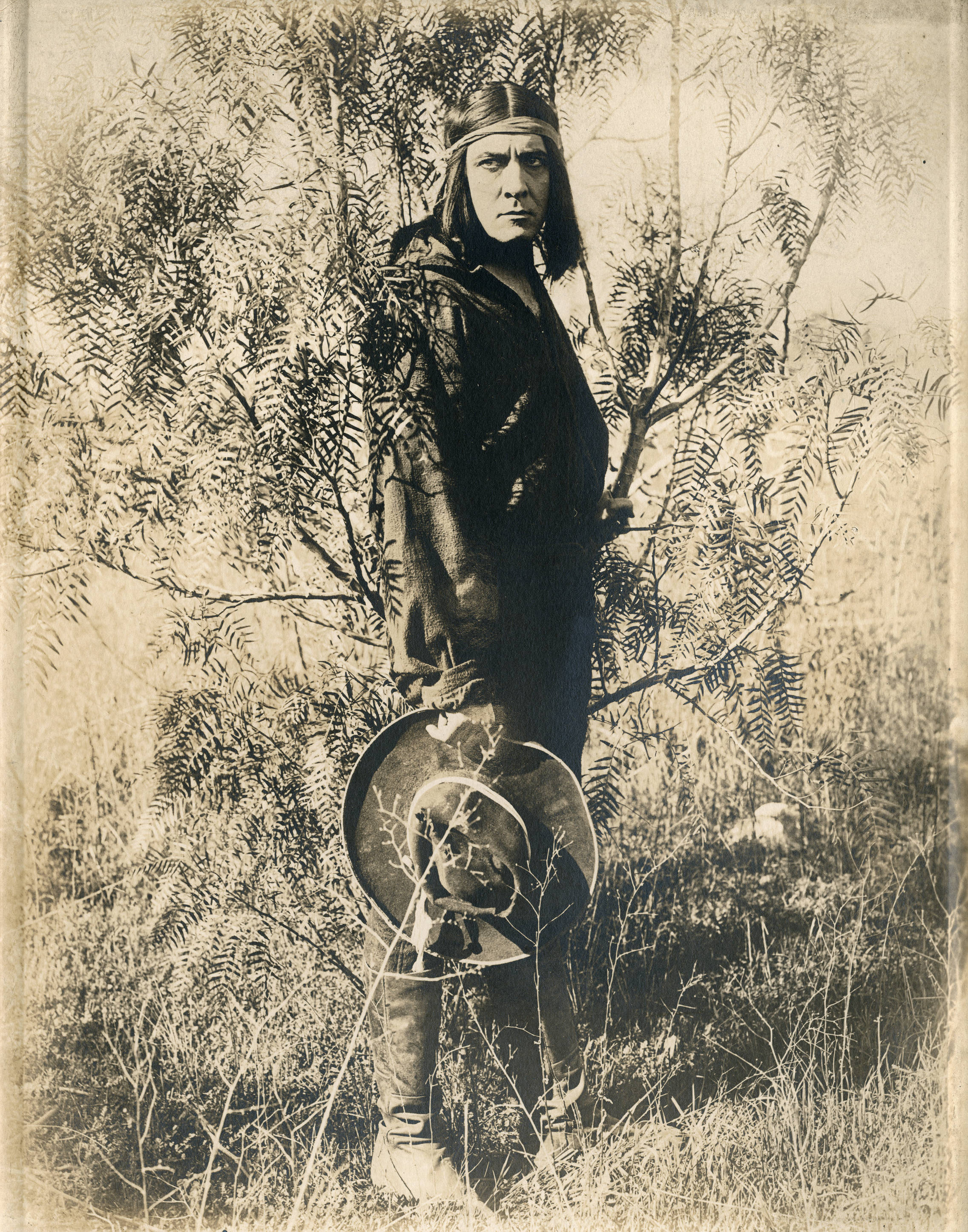
Monroe Salisbury

Nei territori del Nord-Ovest, Julio Sandoval, un mezzo sangue, nutre una passione ossessiva per la bella Marie Louise, una ragazza già fidanzata con un altro, un capitano della polizia a cavallo. Incontrandola un giorno nel bosco da sola, Sandoval non riesce a frenare i suoi sentimenti e rapisce la ragazza, portandola con sé nella sua capanna in mezzo alla foresta. Forse a causa dell'eccessivo sforzo, l'uomo è colpito da un violento attacco di febbre di montagna che lo fa crollare. Marie Louise, preda da compassione, si mette a curarlo con abnegazione, riportandolo presto in salute. E, quando arriva la squadra di soccorso, lei non lo tradisce. Ritornata in città, Marie Louise viene a sapere che McKeever, il suo fidanzato è stato catturato da un fuorilegge, tale Joe Bedotte. Non sapendo che fare per aiutare l'amato, la ragazza si rivolge a Sandoval, supplicandolo di salvare il capitano. Sandoval, in segno di gratitudine, va sulle montagne dove, dopo aver ritrovato McKeever, lo libera. Il suo gesto coraggioso e altruista gli costerà, però, la vita.

## Produzione
Il film, prodotto dalla Bluebird Photoplays (Universal Film Manufacturing Company), fu girato a Foothills, Seven Oaks in California. Le riprese iniziarono nell'agosto del 1917. Il 25 agosto, Motion Picture News annunciava che gli esterni del film Julio Sandoval sarebbero stati girati ai piedi di Seven Oaks, a sud di Big Bear Lake.

## Distribuzione
Il copyright del film, richiesto dalla Bluebird Photoplays, Inc., fu registrato il 20 ottobre 1917 con il numero LP11613.
Distribuito dall'Universal Film Manufacturing Company (con il nome Bluebird Photoplays), il film uscì nelle sale cinematografiche statunitensi il 19 novembre 1917. Dopo l'uscita del film (che aveva cambiato il suo titolo da Julio Sandoval in The Savage, la Darcy & Walford, Inc. citò la Bluebird Photoplays sostenendo di possedere i diritti di The Savage, lavoro teatrale di Hutcheson Boyd. Non si conosce l'esito della vertenza.
In Italia, con il visto di censura numero 16886, il film venne distribuito nel 1922 dalla Transatlantic.
Non si conoscono copie ancora esistenti della pellicola che viene considerata presumibilmente perduta.